# 星報 (澳門)
《星報》是在澳門發行的私營中文日報，創刊於1963年10月5日。《星報》初期以晚報形式出版，並以「狗經」爲主，一年後改爲日報，初時版面有本地新聞、電訊、體育、狗經、小說等。
1964年11月，《星報》以彩色印刷澳門格蘭披治大赛車専版，為當地中文報業首例。

## 外部連結
- 星報 （页面存档备份，存于）